# Capo Čukotskij
Capo Čukotskij (in russo мыс Чукотский) è il punto più meridionale della penisola dei Ciukci, a est della baia Providenija (Бухта Провидения, buchta Providenija). Si trova nel mare di Bering e delimita a nord-est il golfo dell'Anadyr'. È compreso nel territorio del Providenskij rajon del Circondario autonomo di Čukotka.
Capo Čukotskij è stato rilevato dalla Prima spedizione in Kamchatka l'8 agosto 1728. Quel giorno un'imbarcazione con otto uomini ciukci  si accostò alla nave della spedizione, e questo fatto suggerì ad Aleksej Čirikov la scelta del nome.
Il promontorio roccioso di capo Čukotskij ospita una colonia di uccelli di un migliaio di individui: Fulmarus glacialis, cormorano pelagico (Phalacrocorax pelagicus), gabbiano tridattilo, uria, uria colomba e fratercula dal corno.

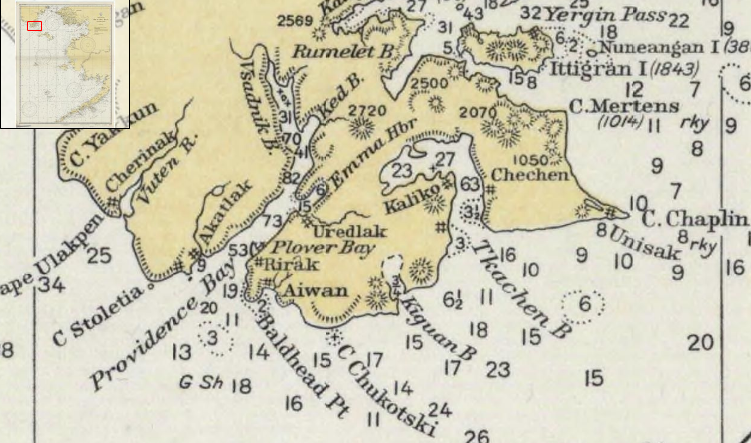
La parte meridionale della penisola dei Ciukci con capo Čukotskij.